# Evolvocassidulina
Evolvocassidulina es un género de foraminífero bentónico de la subfamilia Cassidulininae, de la familia Cassidulinidae, de la superfamilia Cassidulinoidea, del suborden Buliminina y del orden Buliminida. Su especie tipo es Cassidulina orientalis. Su rango cronoestratigráfico abarca desde el Eoceno superior hasta la Actualidad.

## Discusión
Clasificaciones previas incluían Evolvocassidulina en el suborden Rotaliina del orden Rotaliida.

## Clasificación
Evolvocassidulina incluye a las siguientes especies:
- Evolvocassidulina belfordi
- Evolvocassidulina bradyi
- Evolvocassidulina chapmani
- Evolvocassidulina orientalis
- Evolvocassidulina seranensis
- Evolvocassidulina tenuis